# جفريز (غوغر)
جفریز (بالفارسية: جفریز) هي قرية تقع في إيران في قسم غوغر الريفي. يقدر عدد سكانها بـ 550 نسمة بحسب إحصاء 2016.